# Chiesa di Sant'Elena (Benetutti)
La chiesa di Sant'Elena è un edificio religioso situato a Benetutti, centro abitato della Sardegna centrale. 
Consacrata al culto cattolico è sede dell'omonima parrocchia e fa parte della diocesi di Ozieri.

## Storia e descrizione
Edificio realizzato nel periodo tra il 1400 circa e il 1681. La parte più antica, costituita da alcuni archi in trachite lavorata e alcuni affreschi, è venuta alla luce a seguito di lavori di restauro eseguiti nel 1983.
All'interno della chiesa è custodito un grande retablo del '500 composto da quattro tavole, attribuite a pittore anonimo conosciuto col nome di Maestro di Ozieri, considerate una delle più originali espressioni dell'arte sarda del Rinascimento. 
Le tavole rappresentano: Sant'Elena, La crocifissione, L'invenzione della Croce e La prova della vera Croce. 
La chiesa conserva inoltre una pregevole statua lignea raffigurante San Michele che calpesta il Demonio.